# Піщане (Камінь-Каширський район)
Піща́не (до 1964 року Яйно) — село в Україні, у Камінь-Каширській громаді Камінь-Каширського району Волинської області. Розташоване за 22 км на південний схід від районного центру м. Камінь-Каширський. Сусідні села — Полиці, Житнівка, Верхи, Великий Обзир. Проживає на території села близько 1350 жителів, які займають 434 двори, посівна площа 341 га.

## Історія

### Річ Посполита
За часів існування Речі Посполитої територія села знаходилась у межах Волинського воєводства. З інформації від радянської енциклопедії Історія міст і сіл Української РСР перша згадка про село з'явилася у писемних джерелах у кінці XVIII століття. За цей період історія села є не дослідженою. Лише відомо, що у 1775 році на кошти прихожан в селі була побудована дерев'яна церква, в ім'я Покрови Пресвятої Богородиці.

### Російська Імперія
В результаті Поділів Речі Посполитої у 1795 році Яйно опинилось під владою російської імперії в межах Ковельського повіту Волинської губернії. У 1843 відбулася пожежа. В 1886 році споруджено дзвіницю. 7 травня 1884 року в селі в сім'ї священика місцевої церкви Василя Яневича народився син Михайло, що у 1924—1925 рр. очолював Житомирський педагогічний інститут. 3 1893 року в селі почала діяти церковнопарафіяльна школа.

### І світова війна
У вересні 1915 року Яйно окупували війська Австро-Угорщини. Лінія фронту проходила по річці Стохід, за 8 км від села. Того ж, 1915 року окупанти випадково спричинили в селі пожежу, під час якої згоріла місцева церква. Місцеві розповідали:
|  | Військові тимчасово проживали у Федіка Андрія, в якого була бджолина пасіка. Солдати вирішили викурити бджоли з вуликів, щоб добути меду. Через це сталася страшна трагедія — загорівся будинок, вогонь перекинувся на інші будинки і церкву. В такий спосіб кайзерівці знищили храм в 1915 році. |

Через деякий час всіх жителів села виселили. Частину людей переселили на територію сучасного Старовижівського району, частину в Австрію. А деякі сім'ї втекли на східні землі України, за лінію фронту. Змогли лише повернутися в рідні домівки через три роки.

### ІІ Річ Посполита
За Ризьким мирним договором 1921 року село опинилося під владою Польщі у складі Поліського воєводства. В 1926 було відкрито школу, де навчання велося польською мовою. В Яйно діяв осередок Компартії Західної Білорусі (КПЗБ). Наприкінці 1932 року польські правоохоронні органи заарештувала всіх хто входив до осередку. Вони були засуджені до різних строків ув'язнення, а одного — стратили у в'язниці Ковеля.

### ІІ світова війна
Після приходу Червоної армії в кінці 1939 року територія села стала частиною Української СРР. Влітку 1941 року Яйно було окуповане військами Третього Рейху. Юнаків і дівчат окупанти вивозили на каторжні роботи до Німеччини. Через село у 1943 році проходили партизанські з'єднання О. Федорова. Селяни й самі долучались до боротьби проти загарбника. В 1944 році в село вступила Червона Армія, до лав якої було тоді ж мобілізовано місцевих жителів. З них 78 — загинуло.

### Діяльність ОУН-УПА
Навколишні ліси цього села довгий час служили прихистком для постанців, проти яких діяла радянська влада. 26 січня 1945 року відбулось зіткнення пошукової групи 169-го полку ВВ НКВС (командир — старший лейтенант Савінов) з групою УПА (загинули 6 воїнів УПА, захоплений у полон командир Західної військової округи «Завихост» Юрій Стельмащук-«Рудий»). 8 серпня 1951 року боївка СБ курінного «Голуба» в колгоспі «Пролетарій» Камінь-Каширського району, який був розташований на землях одноосібних господарств села Яйно, руйнує сільськогосподарчі приміщення та псує обладнання. Зокрема, було виведено з ладу молотарку. Подібні акції в значній мірі були протестом проти вже існуючого ладу.

### УРСР
У 1945 році почала діяти сільська рада до якої входило лише одне село Яйно. Головою сільської Ради був Кистенюк 1945-46 pp. У 1948 році запрацювала початкова школа. В селі розгорнулась примусова колективізація. На осінь того ж року в колгосп було об'єднано 60 % господарств, а в 1949 році повністю сформований колгосп, що мав назву "Пролетар ". Головою було обрано Чубару Прокопа Стратоновича. 3 1962 року село входило в радгосп «Камінь-Каширський», з 1978 року — радгосп "Піщанський ". У 1964 село отримало нову назву — Піщане. 24 травня 1967 року в селі в котрий раз сталась пожежа — згоріло 17 хат. Це відбулось в день християнського свята Рахманський Великдень, який селяни називають «Суха середа». Вони і по нині шанують цей день. Згодом на тому місці згарищ було побудовано: відділення зв'язку, ФАП, будинок культури. Станом на 1970 рік в селі мешкало більше півтори тисячі жителів. У 1971 році в селі було зведено нове приміщення для школи з чотирма класними кімнатами. У 1982 році було добудовано шкільне приміщення, що мало 8 класних кімнат. У 1988 році школа отримала статус середньої.

### Незалежна Україна
В лютому 1993 року було зареєстровано православну релігійну громаду (Московський патріархат) . Розпочалося будівництво нової церкви, яке завершилося у 1999 році і 2 жовтня відбулося відкриття храму Покрови Пресвятої Богородиці. На території села зареєстровано протестантську общину Християн віри Євангельської — п'ятидесятники, яка об'єднує до 100 чоловік. В 2001 році побудовано дім молитви. На території села знаходяться два лісництва: Велико-Обзирське і Боровенське, фельдшерсько-акушерський пункт, будинок культури, відділення зв'язку. 29 червня 2014 року було урочисто відкрито аптеку.

## Населення
Згідно з переписом УРСР 1989 року чисельність наявного населення села становила 1292 особи, з яких 644 чоловіки та 648 жінок.
За переписом населення України 2001 року в селі мешкали 1332 особи.

### Мова
Розподіл населення за рідною мовою за даними перепису 2001 року:
| Мова       | Відсоток |
| ---------- | -------- |
| українська | 99,85 %  |
| російська  | 0,15 %   |